# Ole Krohn
Ole Krohn (født 23. maj 1958) er en dansk journalist og  finanskommentator på TV 2 Business.
Krohn er autodidakt journalist, idet han er uddannet bibliotekar fra Danmarks Biblioteksskole i 1982. Han har dog aldrig arbejdet som bibliotekar, men begyndte i 1986 sin journalistiske karriere som freelancejournalist for Relief. I 1987 kom han til Erhvervsbladet, og i 1989 til Børsinformations redaktion på Christiansborg. B.T. Christiansborg (1989-91).Han blev i 1991 ansat som projektleder ved Peter Horn & Co., og i 1992 blev han tekstforfatter ved Jeppe Huus Reklame. I 1993 skiftede han tilbage til den politiske journalistik og blev journalist ved Aktuelt. Her var han til 1998 hvor han blev ansat ved TV 2's redaktion på Christiansborg. På TV 2 har han desuden været redaktionssekretær på TV 2 Nyhederne, i 2007 finansredaktør på TV med ansvar for finans- og erhvervsstoffet på TV 2 Nyhederne og TV 2 News. Vært på Finansmagasinet sammen med Tina Riising 2007-2009. Kommentator på Penge og – erhvervsstoffet på TV 2 Nyhederne og TV 2 News. Senest har han dækket overenskomstforhandlingerne på det offentlige område og de store sager om udbytteskat og hvidvask.